# Saint Casimir
Pour les articles homonymes, voir Casimir.
Pour le village au Canada, voir Saint-Casimir.
Casimir Jagellon, prince de Pologne et grand-duc de Lithuanie,né en 1458 à Wawel, le palais royal de Cracovie, et mort à 25 ans à Grodno le 4 mars 1484 est un membre de la dynastie des Jagellon. Canonisé en 1522, il est le saint patron de la Lituanie et patron secondaire de la Pologne mais aussi de la jeunesse et un modèle de pureté.

## Biographie
Casimir, en lituanien Kazimieras, en polonais Kazimierz, était le deuxième fils du roi Casimir IV et de la reine Élisabeth d'Autriche. Ses grands-pères étaient Ladislas II Jagellon et Albert II de Habsbourg, roi de Bohême et de Hongrie, empereur du Saint-Empire romain germanique. 
À partir de l’âge de neuf ans Casimir reçut son éducation de Johannes Longinus (Jan Długosz) et Filippo Buonaccorsi, appelé Callimachus. Quand il eut treize ans, des factions mécontentes du roi Mattias Corvin lui offrirent le trône de Hongrie. Casimir, qui désirait défendre la Croix contre les Turcs, accepta cet appel et alla en Hongrie recevoir la couronne. Son oncle Ladislas III Jagellon, roi de Pologne et de Hongrie, avait déjà été tué en 1444 dans la bataille de Varna en défendant la chrétienté contre les Turcs. Casimir renonça finalement à son entreprise, à cause de l'opposition du pape Sixte IV qui craignait une victoire des Turcs. Il fut puni par son père qui l'enferma dans la forteresse de Dobzki. Il devint à nouveau l'élève du père Longinus en 1475. 
Son père, le roi Casimir IV de Pologne, l'avait bien préparé aux affaires publiques et, quand son frère Vladislas IV monta sur le trône de Bohême, Casimir devint l'héritier présomptif de celui de Pologne. À partir de 1479, le roi passa l'essentiel de son temps en Lituanie et confia à son fils Casimir la régence de la Pologne. Le jeune prince administra l'État avec sagesse et esprit de justice. Son père essaya de lui faire épouser Cunégonde d'Autriche, fille de l’empereur Frédéric III, mais le jeune Casimir choisit de rester célibataire, préférant se consacrer à l'adoration du Saint Sacrement et à l'amour de la Vierge Marie. 
Du fait de sa dévotion et de son affaiblissement physique dû à des jeûnes, il contracta une maladie des poumons, probablement la tuberculose. Lors d’un séjour en Lituanie, il mourut en 1484 à Grodno (aujourd'hui en Biélorussie). Ses restes furent inhumés à Vilnius. Son frère Jean Ier Albert succéda à leur père sur le trône de Pologne tandis que le frère suivant Alexandre Ier Jagellon monta sur le trône de Lituanie.
Canonisé en 1522 par le pape Adrien VI, ses reliques sont depuis lors vénérées à la chapelle Saint-Casimir de la cathédrale Saint-Stanislas de Vilnius. En 1953, sous l’ère soviétique, lorsque la cathédrale était devenue une galerie de tableaux, ses reliques avaient été transférées à l'église Saints-Pierre-et-Paul. Elles ont solennellement retrouvé leur place le 4 mars 1989.

## Béatification, canonisation
Casimir vécut et régna avec une grande dignité et on admirait son charme et son caractère. Beaucoup de miracles lui ont été attribués. Il fut canonisé en 1522 par le Pape Adrien VI et, sous le nom de saint Casimir, devint le saint patron de nombreux pays. Sa fête est le 4 mars. Il a été déclaré patron de la Lituanie en 1613 et patron de la Pologne et de la Lituanie en 1636.
Le 11 juin 1948 le Pape Pie XII nomma saint Casimir patron spécial de toute la jeunesse et modèle de pureté.

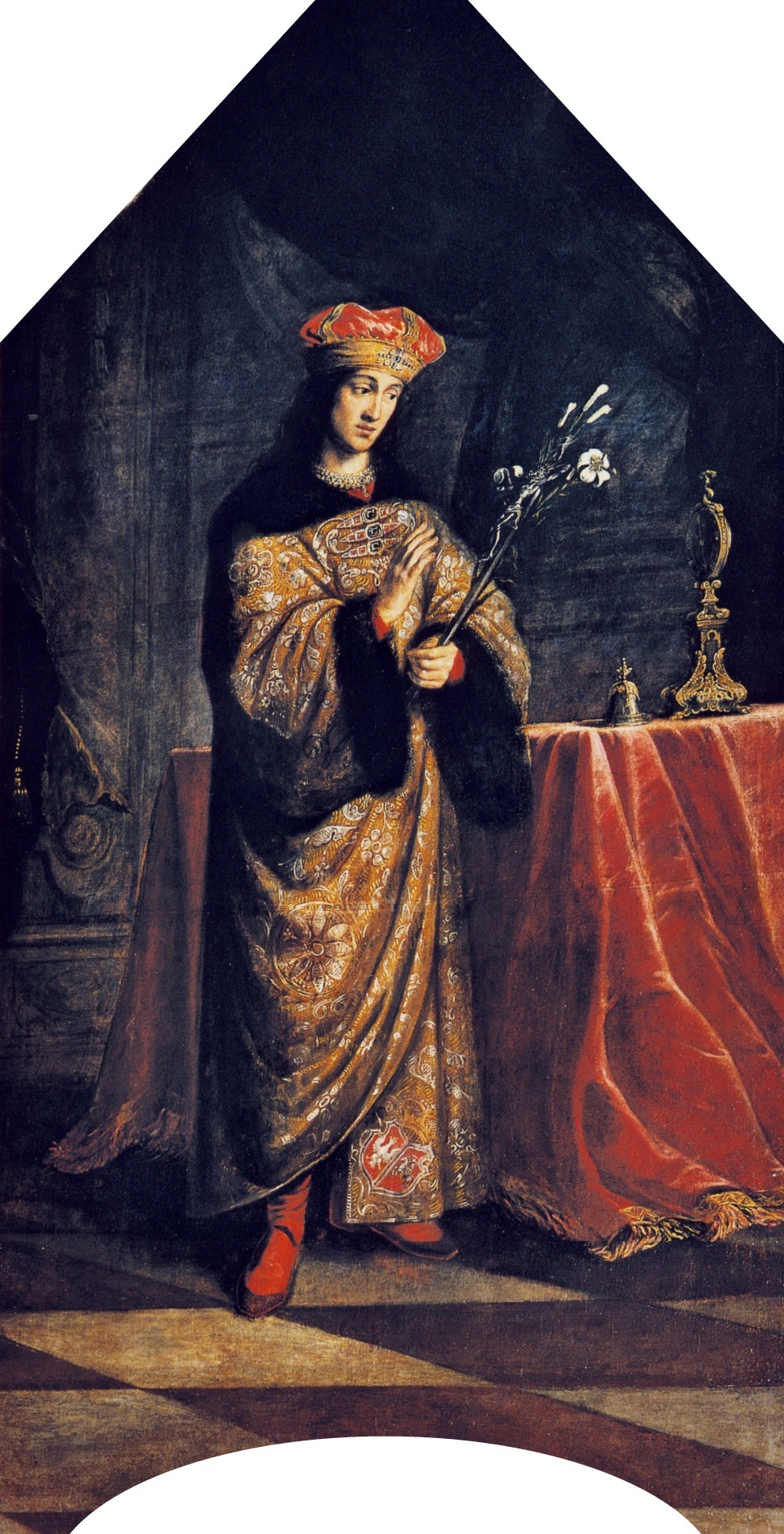
Saint Casimir. Église Saint-Casimir, Cracovie.
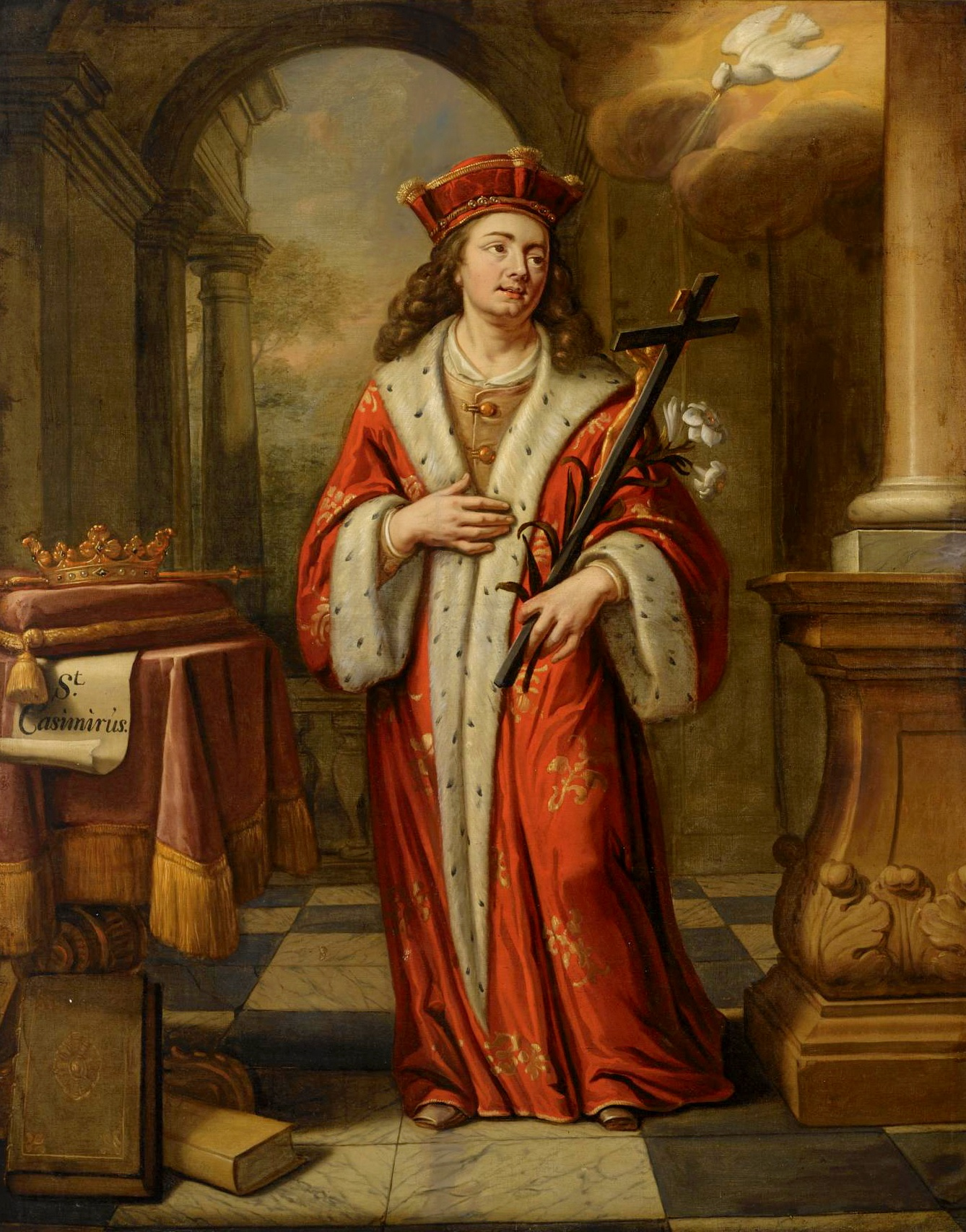
Saint Casimir, par Herman Collenius (avant 1723).

## Dans la culture
San Casimiro, Rè di Polonia, oratorio d'Alessandro Scarlatti joué à Florence en 1705. Casimir est tenté par l'Amour profane et la Pompe royale, lutte contre avec l'aide de l'Humilité et la Chasteté.

## Villages
Saint-Casimir est un village au Canada nommé ainsi lors de son érection canonique (création d'une nouvelle paroisse, d'un village) le 18 février 1836.

## Source
- (en)  Cet article contient des extraits traduits d'un article de la Catholic Encyclopedia dont le contenu se trouve dans le domaine public.